# Frugtbarhed
 For alternative betydninger, se Frugtbarhed (flertydig). (Se også artikler, som begynder med Frugtbarhed)
Frugtbarhed betegner et dyrs eller menneskes evne til at reproducere (få afkom). Dette benævnes også med et fagord fekunditet. Ordet er dog flertydigt og bruges derfor også i forskellige sammenhænge i andre betydninger, således om jordens evne til at give afgrøder, om sandsynligheden for at blive gravid i løbet af en enkelt menstruationscyklus, hvilket også benævens fekundabilitet, og sommetider om det demografiske begreb fertilitet, der betegner det faktiske antal fødte i en befolkning.

## Kvinders og mænd frugtbarhed
Kvinders frugtbare alder begynder oftest mellem 13 og 18 år og varer omtrent til 50-årsalderen. Manden er som udgangspunkt frugtbar hele livet igennem fra puberteten til alderdommen. Både for mænd og kvinder aftager fertiliteten dog ved højere alder.

## Frugtbarhed og fertilitet
I almindelig sprogbrug bruges ordene "frugtbarhed" og fertilitet jævnligt som synonymer. Blandt demografer betegner fertilitet imidlertid det faktiske antal fødsler i en befolkning i løbet af et år eller anden tidsperiode. Sociale og kulturelle normer har typisk en fertilitetshæmmende virkning, sådan at en befolkning kun udnytter en del af sin frugtbarhed, og derfor vil en befolknings fertilitet ofte være betydeligt mindre end dens frugtbarhed (fekunditet).

## Frugtbarhed og fekundabilitet
Frugtbarhed bruges endvidere til at beskrive sandsynligheden for at opnå graviditet i løbet af en enkelt menstruationscyklus, hvilket også betegnes fekundabilitet.